# Parafia św. Michała Archanioła w Łękawicy
Parafia pod wezwaniem Świętego Michała Archanioła w Łękawicy – parafia rzymskokatolicka znajdująca się w Łękawicy. Należy do dekanatu Żywiec diecezji bielsko-żywieckiej.

## Historia
Została wzmiankowana po raz pierwszy w spisie świętopietrza parafii dekanatu Oświęcim diecezji krakowskiej z 1327 pod nazwą Luchowicz. Następnie w kolejnych spisach świętopietrza z lat 1346–1358 w zapisach Lucovicz (1348), Lucoviecz. 
Reerygowana w 1935.